# Bahamia longiceps
Bahamia longiceps är en tvåvingeart som beskrevs av Curtis W. Sabrosky 1957. Bahamia longiceps ingår i släktet Bahamia och familjen smalvingeflugor.
Artens utbredningsområde är Bahamas. Inga underarter finns listade i Catalogue of Life.